# پنیر چدار
پنیر چدار (به انگلیسی: Cheddar cheese) نام گونه‌ای پنیر سفت، صاف و زرد یا نارنجی رنگ انگلیسی است که از شیر گاو تهیه‌شده و مورد پسندترین گونه پنیر در بریتانیا می‌باشد. این پنیر نخستین بار در دهکدهٔ چدار واقع در سامرست، انگلستان تولیدشده و نام خود را از این دهکده بر گرفته‌ است.
پنیرهای چداری که امروزه تولید می‌شوند، با پنیرهای چدار قدیمی بسیار تفاوت دارند. همچون دیگر گونه‌های پنیر برای بهتر کردن رنگ این پنیر از رنگ‌های گیاهی استفاده می‌شود. رنگ این پنیر را از آناتو که عصارهٔ گونه‌ای گیاه گرمسیری است می‌گیرند و این ماده، رنگ نارنجی مانندی را به پنیر چدار می‌دهد.
رنگ خاص این گونه پنیر باعث می‌شود که اگر در جایی نام پنیر را هم رویش ننوشته باشند، افراد تنها با دیدن رنگ پنیر، گونه آن را تشخیص دهند. در کشور آمریکا، به برخی گونه‌های پنیر چدار، رنگی اضافه نمی‌کنند و تحت نام پنیر چدار سفید یا پنیر ورمونت به فروش می‌رسانند.

#### بهبود خواص شیمیایی و حسی پنیر چدار با استفاده از کشت های کمکی
مصرف لبنیات و به ویژه مصرف پنیر به دلیل طعم مطلوب در اکثر کشورهای جهان رو به افزایش بوده است. کشورهای اروپایی و ایالات متحده تولیدکنندگان و مصرف کنندگان عمده پنیر هستند. با توجه به اهمیت تغذیه ای و اقتصادی پنیر، طرح های مختلفی برای افزایش مصرف آن در نظر گرفته شده است که مهمترین آنها بهبود خواص حسی آن است. عوامل متعددی بر رشد خواص پنیر تأثیر می‌گذارند که شامل ترکیب شیمیایی، عوامل انعقاد باقی‌مانده، آنزیم‌های موجود در شیر، فلور میکروبی پنیر و شرایط نگهداری در مرحله رسیدن، میکروارگانیسم‌های موجود در پنیر به‌ویژه باکتری‌های اسید لاکتیک می‌شود.